# John Allen (Basketballspieler)
John Allen (* 1. November 1982 in Coatesville, Pennsylvania) ist ein ehemaliger US-amerikanischer Basketballspieler. Nach dem Studium in seinem Heimatland spielte er ab 2005 in Europa, davon mehr als eine Spielzeit in Finnland und der deutschen Basketball-Bundesliga. In der Bundesliga brachte es Allen auf insgesamt 86 Einsätze.

## Werdegang
Nachdem er zuvor eine Saison in Finnland und in Israel gespielt hatte, war er in der Bundesliga-Saison 2007/08 Mitglied der New Yorker Phantoms Braunschweig. Mit den Niedersachsen verpasste er auf dem neunten Hauptrundenplatz die Play-offs um die Deutsche Meisterschaft nur knapp. Allen war in Braunschweig Leistungsträger, erzielte in diesem Spieljahr im Durchschnitt 13,2 Punkte je Begegnung.
Anschließend spielte er in der Saison 2008/09 ein Jahr in der französischen LNB Pro A für SIG Straßburg. Mit SIG schied er im Viertelfinale gegen den Hauptrundenersten und späteren Meister ASVEL Lyon-Villeurbanne aus.
Zur Bundesliga-Saison 2009/10 wechselte er nach Braunschweig zurück. Anlässlich der Verpflichtung bezeichnete Braunschweigs Sportlicher Leiter Oliver Braun den US-Amerikaner als „Identifikationsfigur“. Im Viertelfinale um die deutsche Meisterschaft schaltete man den Hauptrundenersten und Titelverteidiger EWE Baskets Oldenburg aus, schied aber dann in der Halbfinalserie gegen den späteren Meister Brose Baskets aus Bamberg aus.
Nachdem er wenige Monate in Finnland für Kauhajoen Karhu aus Kauhajoki tätig gewesen war, kehrte Allen Anfang Januar 2011 erneut in die Bundesliga zurück und unterschrieb bei den Eisbären Bremerhaven, mit denen er mit dem achten Hauptrundenplatz eine weitere Play-off-Qualifikation erreichte. Die Eisbären schieden in der ersten Runde 2011 gegen Titelverteidiger und späteren Meister Brose Baskets aus. In der Saison 2011/12 stand Allen bei Anwil aus Leslau in der polnischen Liga unter Vertrag. Dort spielte er wie in Braunschweig unter Trainer Emir Mutapčić. Allen wurde in Polen als bester Verteidiger des Spieljahres 2011/12 ausgezeichnet.
Im Spieljahr 2012/13 wirkte Allen als Assistenztrainer der Schulmannschaft der Coatesville High School, für die er als Jugendlicher selbst gespielt hatte. Danach war er als Jugendtrainer im Bundesstaat New Jersey tätig und arbeitete an der Collegium Charter High School in Exton (Pennsylvania) als Trainer sowie Leiter des Schulsports. 2022 ging Allen an die Coatesville High School zurück und trat das Amt des Cheftrainers an.